# Jeff Pidgeon
Jeff Pidgeon (nació el 19 de marzo de 1965) es un animador, escritor, artista de guion gráfico y actor de voz estadounidense. Él ha trabajado como productor en Monsters, Inc. y ha prestado su voz a los Extrarrestres en la trilogía de Toy Story, también ha trabajado en multitud de programas televisivos de EE. UU.. El prestó su voz a un personaje secundario de Monsters, Inc..

## Filmografía
- Dug Days (2021) - Mosca
- Monsters University (2013) - Flema Bile.
- Toy Story 3 (2010) - Marcianos.
- Tracy (2009) - Justin Pooge.
- Los Increíbles (2004) - Voces Adicionales.
- Extreme Skate Adventure (2003) - Extraterrestres Verdes.
- Monsters, Inc. (2001) - Bile.
- Toy Story Racer (2001) - Marcianos.
- Toy Story 2 (1999) - Marcianos.
- Bichos (1998) - Voces Adicionales.
- Toy Story (1995) - Marcianos.
- Bring Me the Head of Charlie Brown (1986) - Calabaza.

- Datos: Q2066733